# Канатная дорога (Кемерово)
Кана́тная доро́га через Томь в Щегловске строилась акционерным обществом Кузнецких каменноугольных копей с 1915 года для транспортировки угля от шахт, располагавшихся на правом берегу, до комплекса углеподготовки на левом берегу. Дорога работала с 1917 до 1940-х годов, после чего была демонтирована, утратив своё транспортное значение после запуска в 1933 году железнодорожного моста. Общая длина дороги составляла 2,91 км, пролёт над рекой — 405 м.

## История

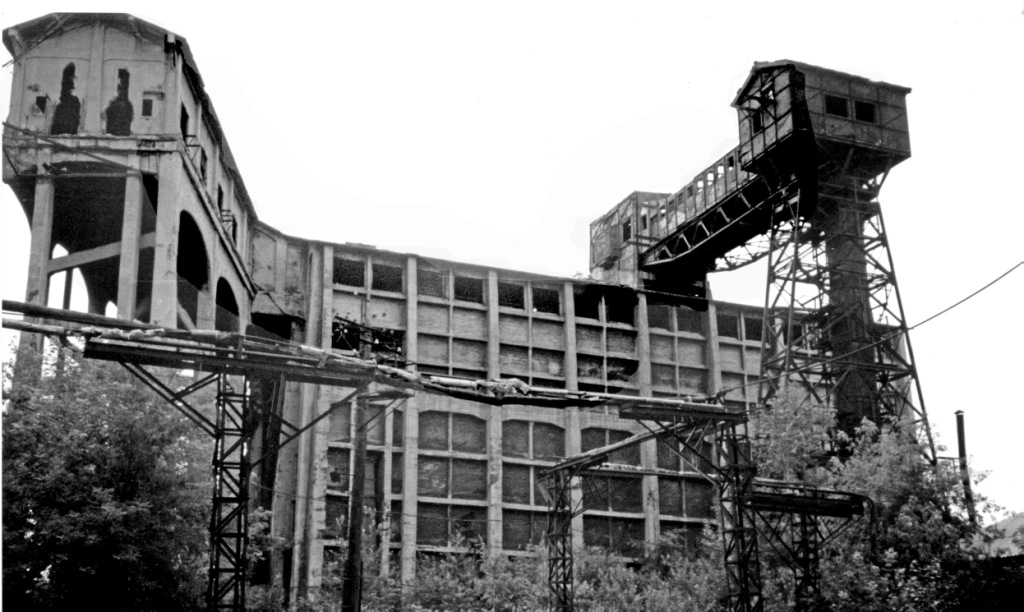
Здание цеха углеподготовки

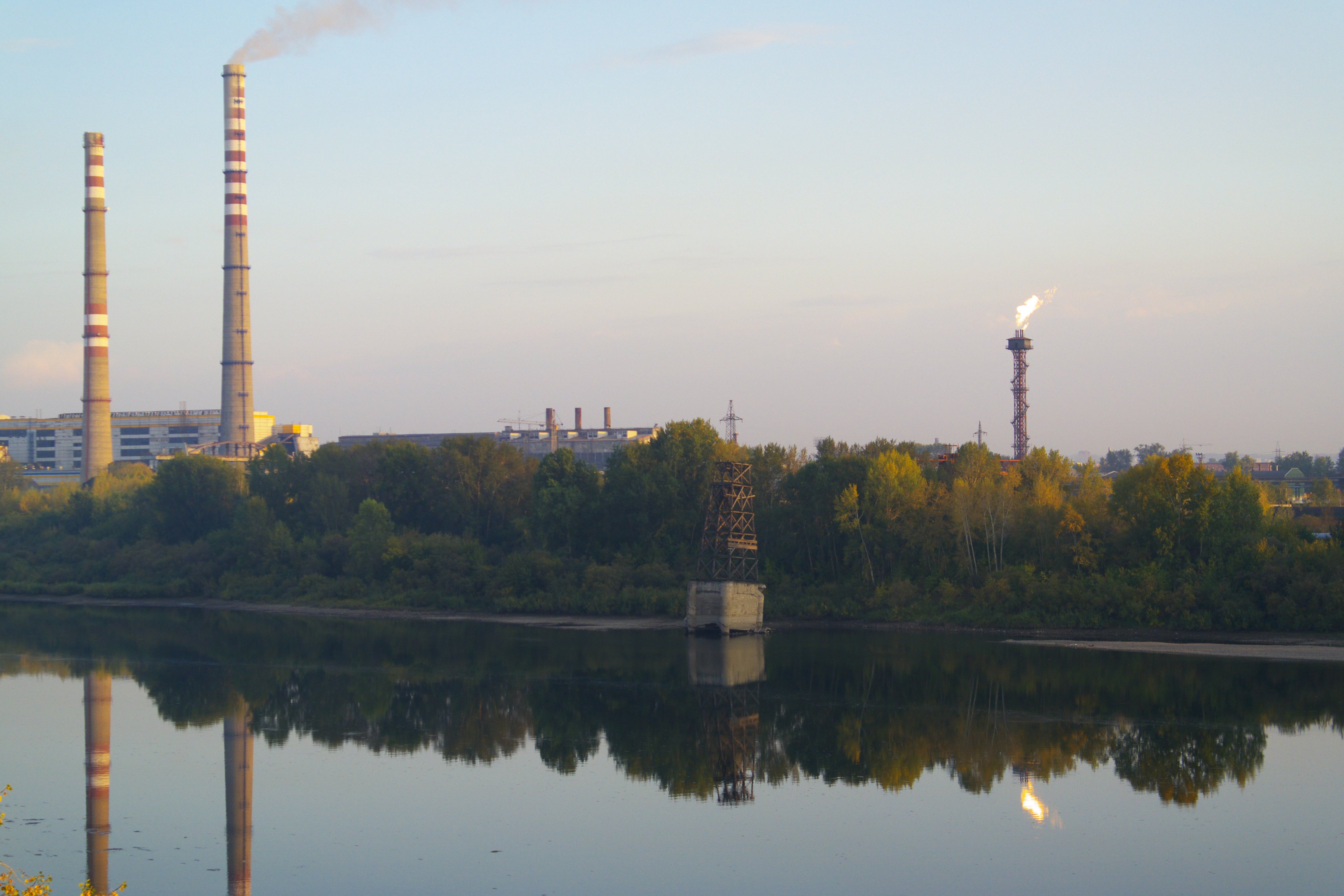
Сохранившаяся опора

Строительство канатной дороги через Томь началось в 1915 году на средства акционерного общества Кузнецких каменноугольных копей. Единственным и основным предназначением дороги была транспортировка угля с правого берега, от шахты «Центральная», на левый, где располагался коксохимический завод и здание углеподготовки, в котором разгружались вагонетки. Строительство велось 2 года, в 1917 году дорогу сдали в эксплуатацию одновременно с запуском шахты «Центральная».
На время отсутствия навигации по реке в периоды ледохода и ледостава в угольных вагонетках переправлялись работники шахт.
После сдачи в эксплуатацию железнодорожного моста через Томь в 1933 году канатная дорога утратила своё транспортное значение. В 1940-х годах конструкции были демонтированы. По состоянию на 2022 год, у левого берега Томи сохранилась единственная опора бывшей канатной дороги.

## Характеристики
В ходе строительства на обоих берегах Томи были построены высокие опоры, на левом берегу — натяжная станция. Правый возвышенный берег укрепили массивной бетонной стеной, здесь же построили станцию для перегиба каната к пролёту над рекой. У шахты «Центральная» и шахты № 8 построили приёмные станции.
Общая длина канатной дороги составляла 2,91 км, в том числе пролёт над рекой протяжённостью 405 м. Одновременно над рекой могли находиться до 12 вагонеток, скорость их движения составляла 2 метра в секунду.